# هیرومی کاواباتا
هیرومی کاواباتا (انگلیسی: Hiromi Kawabata؛ زادهٔ ۲۳ مارس ۱۹۷۹) بازیکن بسکتبال اهل ژاپن بود.